# Calcaretropidia pandani
Calcaretropidia pandani är en tvåvingeart som beskrevs av Keiser 1971. Calcaretropidia pandani ingår i släktet Calcaretropidia och familjen blomflugor.
Artens utbredningsområde är Madagaskar. Inga underarter finns listade i Catalogue of Life.